# 神村信五郎
神村 信五郎（かみむら しんごろう、旧姓・辻、1858年1月16日〈安政4年12月2日〉 - 没年不明）は、日本の商人（神村屋、太物及び綿ネル商、染物、足袋商）、実業家、名望家、政治家（姫路市会議員、同議長）、姫路市参事会員。姫路商業会議所会頭。族籍は兵庫県平民。

## 人物
兵庫県人・辻榮次郎の五男。1879年、先代きくの入夫となり家督を相続した。銀行会社の重役として知られた。姫路商業銀行常務、同専務取締役、姫路銀行、山陽綿各取締役、姫路製綿社長などをつとめた。住所は兵庫県姫路市福中町。

## 家族・親族
神村家
- 妻・淑子（1874年 - ？、鹿児島平民、松田吉右衛門の妹）[9]
- 長男・永太郎（1881年 - ？）[4][9]
  - 同妻・房江（1883年 - ？、兵庫平民、浅井彌七の長女）[4][9]
- 二男・定二郎（1884年 - ？）[4][9]
  - 同妻・とき子（1897年 - ？、大阪、浅羽勇四郎の四女）[4][9]
- 長女・つい（1879年 - ？、兵庫平民、神村卯平の妻）[4]
- 二女・のぶ（1886年 - ？、其の夫敬と共に分家する）[9]
- 三女・ふみ（1891年 - ？、鳥取士族、勝部亮の妻）[9]
- 孫
  - 虎太郎（1901年 - ？）[9]
    - 同妻・すみ（1903年 - ？、兵庫、八尾利一郎の二女）[10]

  - 文雄（1911年 - ？）[9]
  - 信一（1922年 - ？）[10][11]
  - 定男（1929年 - ？）[10]
- ひ孫
  - 昭信（1929年 - ？）[11]

親戚
- 神村卯平（姫路商業銀行取締役）[4]